# Kołpaczek antylski

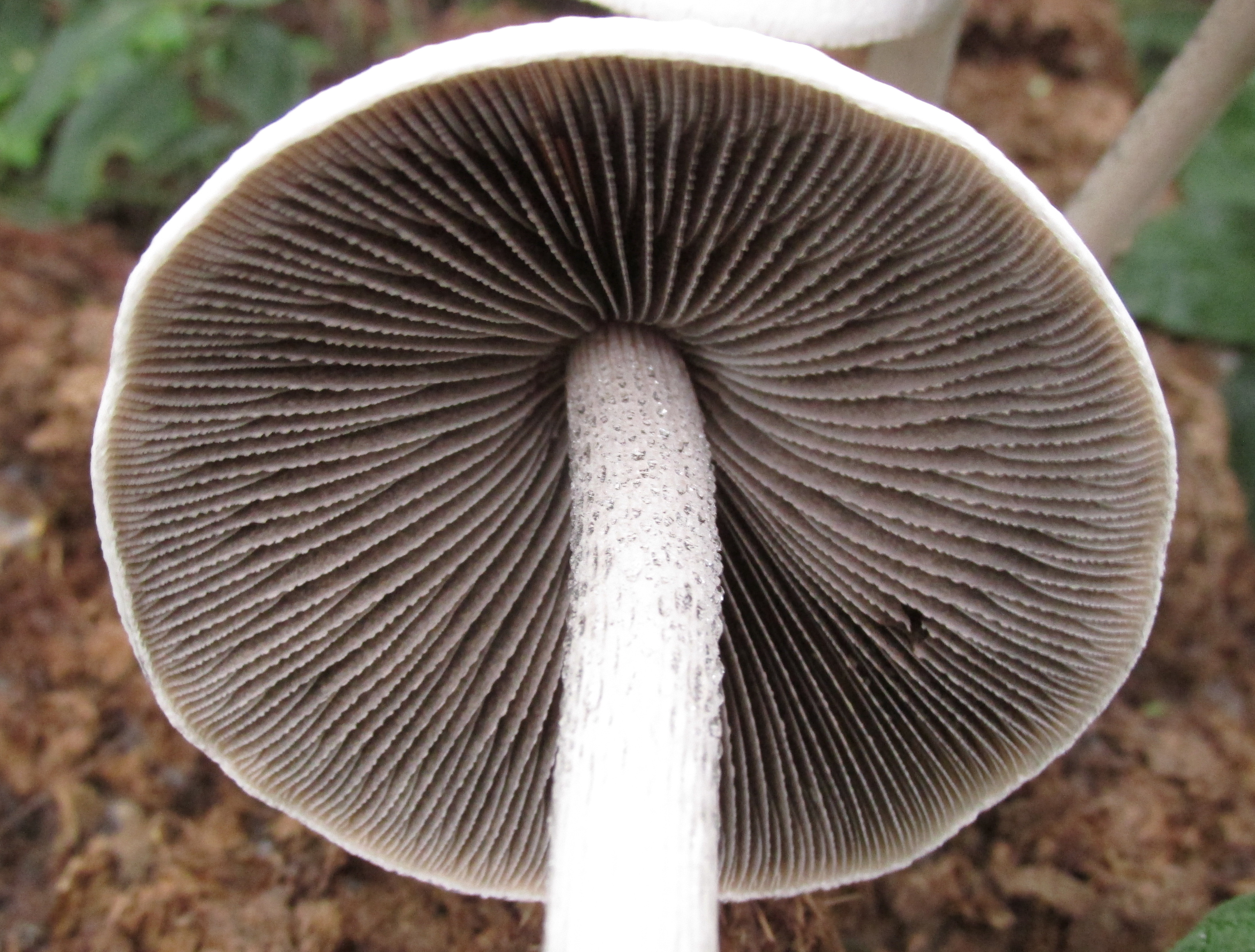

Kołpaczek antylski (Panaeolus antillarum (Fr.) Dennis) – gatunek grzybów należący do rzędu pieczarkowców (Agaricales).

## Systematyka i nazewnictwo
Pozycja w klasyfikacji według Index Fungorum: Panaeolus, Galeropsidaceae, Agaricales, Agaricomycetidae, Agaricomycetes, Agaricomycotina, Basidiomycota, Fungi.
Po raz pierwszy opisał go w 1828 r. Elias Fries, nadając mu nazwę Agaricus antillarus. Obecną nazwę nadał mu Richard William George Dennis w 1961 r. Ma 11 synonimów. Niektóre z nich:
- Anellaria antillarum (Fr.) Hlaváček 1997
- Anellaria sepulchralis (Berk.) Singer 1951
- Psilocybe antillarum var. praelonga (Fr.) Guzmán 2005[2].

Polska nazwa na podstawie internetowego atlasu grzybów.

## Morfologia
Kapelusz
Średnica do 2–8 cm, kształt tępo stożkowaty, promieniście pofalowany, prążkowany. Brzeg początkowo podwinięty, potem prosty. Powierzchnia nieco lepka, naga, u młodych okazów nieco higrofaniczna, cętkowana i promieniście prążkowana, początkowo ciemnobrązowa z jaśniejszymi brązowymi lub jasno brązowoszarymi obszarami, później plamista z promieniście prążkowanymi obszarami o barwie od ciemnobrązowej do brązowej, czasami prawie białej, z wiekiem paskowana i nakrapiana, jednak nie podzielona na poletka i nie łuszcząca się
Hymenofor
Blaszkowy, blaszki wąsko przyrośnięte, średnio gęste, z międzyblaszkami (l=4), szerokie (6–9 mm), początkowo bladoszarobiałe, potem ciemnoszare do czarnych, lekko cętkowane. Ostrza biało oprószone.
Trzon
Wysokość 4,5–11 cm, średnica 0,3–0,7 cm, górą cylindryczny, ku dołowi stopniowo rozszerzający się. Powierzchnia matowa, górą prążkowana, niżej gładka, drobno grudkowata do ziarnisto-oprószonej. Wierzchołek białawy, podstawa jasno szaropomarańczowa z białą, filcowatą grzybnią. Brak częściowej osłony.
Miąższ
O grubości 3–5 mm, białawy, nie zmieniający barwy po zgnieceniu. Zapach i smak łagodny.
Wysyp zarodników
Czarny.
Cechy mikroskopowe
Zarodniki w widoku z przodu szeroko cytrynowate, 11,8–14,4 × 9,6–11,2, z boku asymetrycznie elipsoidalne 8,0–10,2 μm, Q = 1,14–1,37, z szerokimi centralnymi porami rostkowymi o średnicy do 3 μm, gładkie, ciemnobrązowe do prawie czarnych, grubościenne (0,7– 1,0 µm). Podstawki 24–30 × 12,5–14,5 µm, szeroko maczugowate, 4-sterygmowe, bez sprzążek. Bazydiole szeroko maczugowate. Chryzocystydy 32–45 × 11–14 µm, maczugowate, rzadko z małą brodawką, o bladożółtym kolorze, z refrakcyjną, oleisto-szklistą zawartością. Krawędź blaszek sterylna. Cheilocystydy 28–38 × 6,5–12 µm, nieregularnie wrzecionowate do nieregularnie napęczniałych, szeroko rozwarte, rzadko dwudzielne, szkliste, cienkościenne. Brak pileocystyd. W tramie kapelusza strzępki o średnicy 5–20 μm, o nieregularnym zarysie, napęczniałe, szkliste, nieamyloidalne, cienkościenne, w skórce trzonu o średnicy 3,2–6,5 μm, cylindryczne, szkliste, nieamyloidalne, nie galaretowate, nie inkrustowane, cienkościenne, w miąższu trzonu podobne, o średnicy do 13 μm. Kaulocystydy 28–48 × 6,5–9,5 µm.

## Występowanie i siedlisko
Gatunek kosmopolityczny występujący na wielu wyspach i wszystkich kontynentach poza Antarktydą. Brak go w opracowanym przez Władysława Wojewodę wykazie wielkoowocnikowych grzybów podstawkowych Polski, w późniejszych latach podano jednak dwa jego stanowiska. Aktualne stanowiska podaje także internetowy atlas grzybów. Znajduje się w nim na liście gatunków zagrożonych i wartych objęcia ochroną.
Grzyb koprofilny rozwijający się na odchodach zwierząt roślinożernych.